# Jan-Ole Gerster
Jan-Ole Gerster, född 1978 i Hagen, är en tysk filmregissör och manusförfattare. Han är utbildad vid Tyska film- och TV-akademien i Berlin. Han långfilmdebuterade 2012 med Oh Boy, för vilken han fick Tyska filmpriset för bästa regi och manus, Bayerska filmpriset för bästa manus och Europeiska filmpriset för bästa nykomling. Hans nästa projekt är en filmatisering av Christian Krachts roman Imperium.